# 젊은 굿맨 브라운

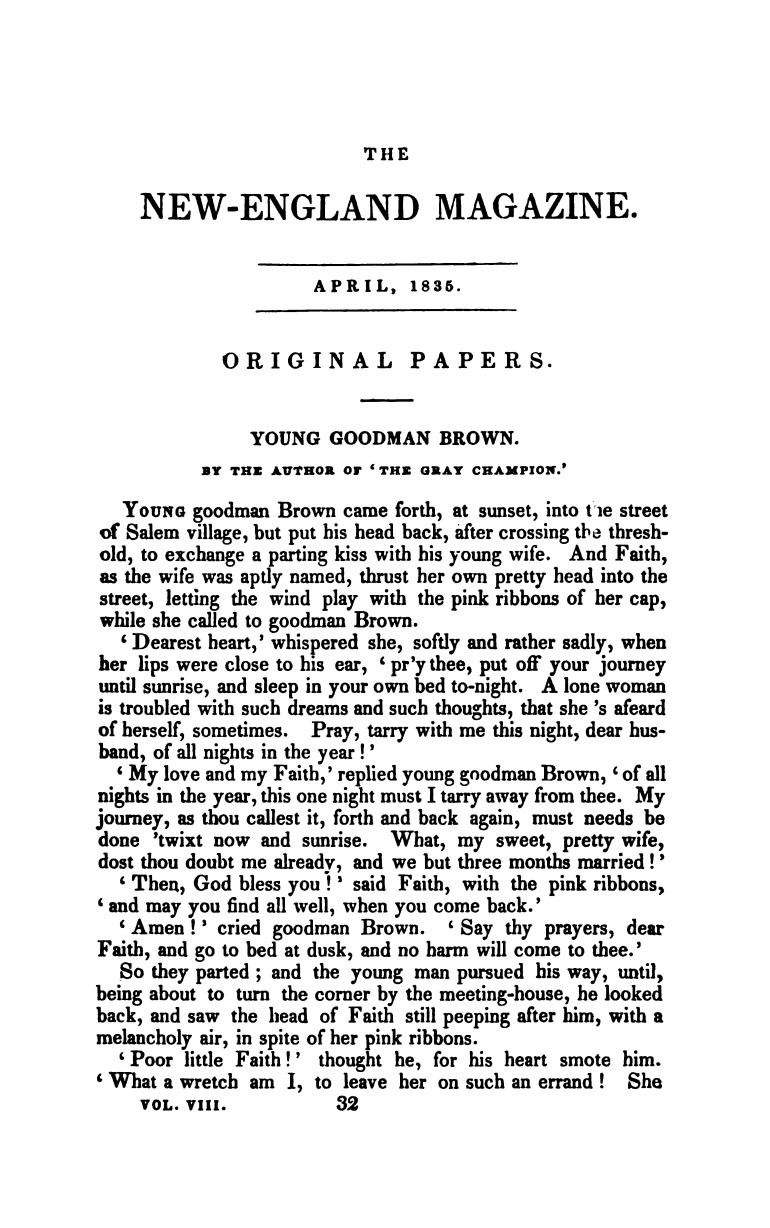

젊은 굿맨 브라운(Young Goodman Brown)은 너새니얼 호손이 1835년에 쓴 단편 소설이다.  주요 내용은 17세기 뉴잉글랜드의 청교도들의 삶을 그려낸 것으로 호손의 주된 관심사이다.  청교도들이 가졌던 칼뱅주의 신학 중 인간의 전적 타락교리와 신의 은혜를 통한 무조건적 선택교리가 내재된 환경을 묘사하였다.  청교도 문화 속에 있는 죄에 대한 인식을 묘사하였고,  상징적 표현으로 젊은 굿맨 브라운의 자아 성찰 여행을 통해, 그가 미덕과 신앙까지 잃게 된다는 결론으로 이야기를 끝맺는다.

## 주요 평가

### 허먼 멜빌
멜빌은 이 작품이야 말로 단테 알리기에리와 같이 깊은 뜻이 담겨 있다고 묘사하였다.

### 헨리 제임스
제임스는 이 작품에 대해 " 웅장하지만 소소한 로맨스 소설" 이라고 평가하였다.

### 스티븐 킹
킹은 이 소설이 미국인이 쓴 최고의 작품 10개 중 하나라고 호평하였으면 호손이 쓴 글 중 가장 사랑하는 작품이라고 평가하였다.